# Trepak

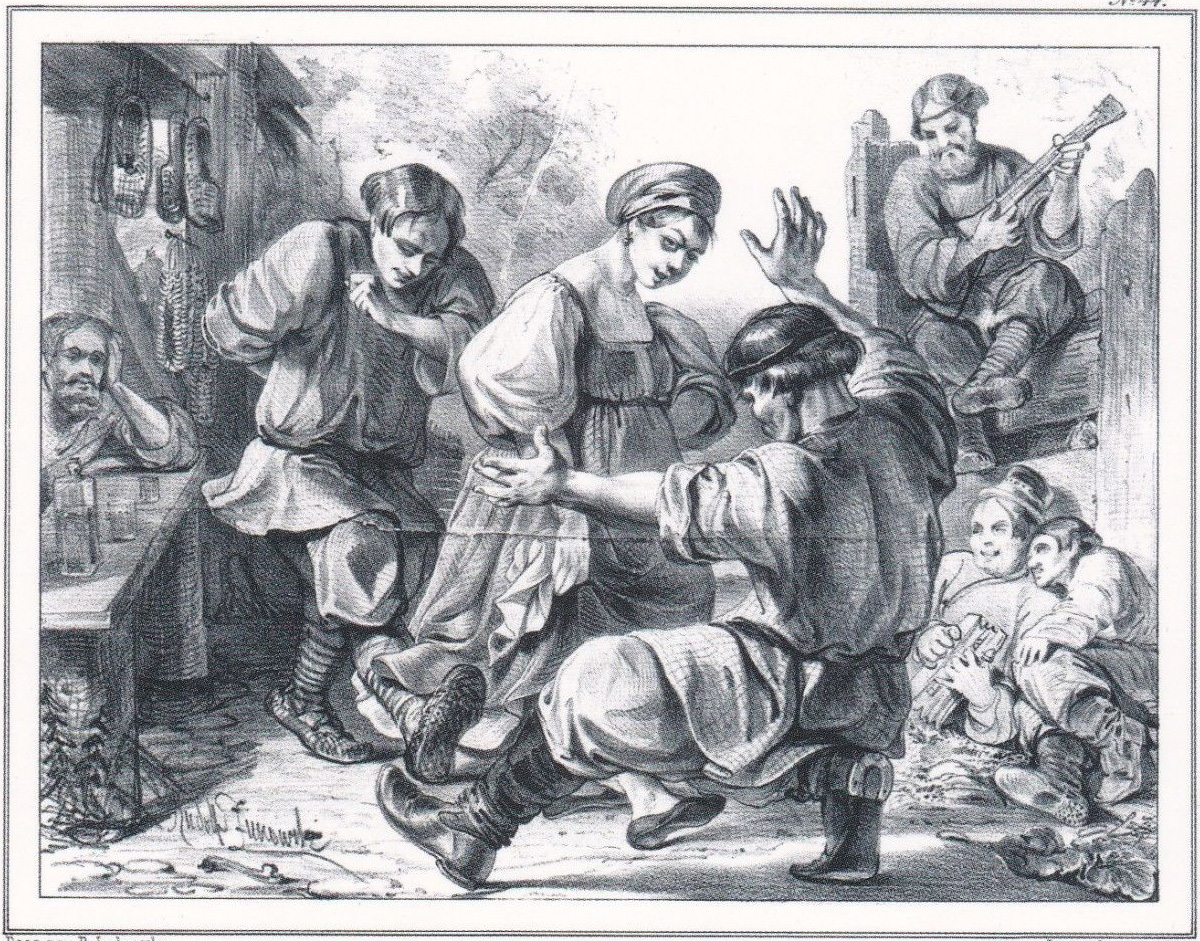
Trepak

Trepak ist ein Volkstanz, der ursprünglich aus Gebieten des westlichen Russlands sowie der Sloboda-Ukraine (ukrainisch Тропак/Tropak) stammt.
Es handelt sich dabei um einen Tanz im 2/4-Takt für Männer, welcher auf die Kosaken, die russisch-ukrainischen Wehrbauern, zurückgeführt wird. Er ist durch eine starke Rhythmisierung gekennzeichnet. Charakteristisch sind das Stampfen mit den Füßen, Hockschritte und Spagatsprünge. Der Tanz hat auch Eingang in die klassische Kunstmusik gefunden. Bekanntestes und beliebtestes Beispiel ist der sogenannte „Russische Tanz“ in der Ballettsuite Der Nussknacker von Peter Tschaikowski. Der Trepak in Modest Mussorgski „Lieder und Tänze des Todes“ gilt als eine seiner besten Liedkompositionen. Hier tanzt, nach einem Text von Arseni Arkadjewitsch Golenischtschew-Kutusow, der Tod mit einem Bauern in einen aufkommenden Schneesturm hinein.